# 格氏鼠鱚
格氏鼠鱚為輻鰭魚綱鼠鱚目鼠鱚科的其中一種，發現於西南大西洋區的澳洲及紐西蘭海域，棲息深度可達160公尺，體長可達50公分。棲息於砂泥質底部海域，喜埋藏在沙中，吃底棲性與穴居無脊椎動物，可做為食用魚。

## 扩展阅读
維基物種上的相關：格氏鼠鱚